# Stanisław Buczyński
Stanisław Buczyński (* 29. Juli 1912 in Ulatowo-Borzuchy, Powiat Przasnyski; † 23. Februar 1982 in Kotorów) war ein polnischer Dichter und Aktivist der Volksbewegung.

## Leben
Stanisław Buczyński stammte aus einer Bauernfamilie, erlangte aber das Abitur. Nach der Rückkehr von seinem Vater (nach der Auswanderung) Jankowice wohnte er in der Nähe von Grudziądz. Von etwa 1929 bis in die Bauernbewegung, arbeitete und kooperierte er mit der Presse Folk. Er war Mitglied der Partei Stronnictwo Ludowe (SL) und wurde für die Organisation wegen Streiks zweimal inhaftiert (in Bereza). Mit dem Ausbruch des Krieges hatte er versucht, sich zu verstecken, und dann ging er nach Kotorów (Gmina Werbkowice). Nach seiner Befreiung lebte er in Hrubieszów und dann im Jahre 1968 zog er nach Kotorów.
Er wurde auf dem Friedhof in Hostynne (Gmina Werbkowice) bestattet.

## Werk
Sein literarisches Werk umfasst mehr als 1000 Werke in Zeitungen, Lyriksammlungen und mehrere Nachschlagewerke und Anthologien von Volksliedern. Zu Lebzeiten des Autors erschienen folgende Bände:
- Poppies (1963)
- Der Tag des Kampfes (1968)
- Alles in mir ist aus dem Feld (1981)

Auch nach seinem Tod wurden Sammlungen Buczyńskis veröffentlicht:
- Aus meiner Tage (1987)
- Avian Orchester

Editorial Werk des Dichters ist der Höhepunkt einer zweibändigen Sammlung von Gedichten, Memoiren und Briefe „Auf der Straße“ (1993).
Seit 1987 organisieren die Biennale Zyklen Zamojski Kultur und Folk Artists Association Filiale in Zamosc ein Gedichte Wettbewerb zu Ehren Stanisław Buczyńskis. Im Jahr 2007 erschien seine XI Ausgabe.